# Salmincola corpulentus
Salmincola corpulentus is een eenoogkreeftjessoort uit de familie van de Lernaeopodidae. De wetenschappelijke naam van de soort is voor het eerst geldig gepubliceerd in 1882 door Kellicott.